# گیتن ماتارازو
گایتانو جان «گیتن» ماتارازو سوم (انگلیسی: Gaetano John Matarazzo III؛ ‎/ˈɡeɪtən ˌmætəˈræzoʊ/‎ زادهٔ ۸ سپتامبر ۲۰۰۲) هنرپیشه اهل ایالات متحده آمریکا است. وی از سال ۲۰۱۱ میلادی تاکنون مشغول فعالیت بوده‌است. او در تئاتر موزیکال بینوایان بازی کرد. گیتن بیشتر به خاطر بازی در سریال چیزهای عجیب در نقش داستین هندرسون از شبکه نت‌فلیکس معروف است.

## زندگی شخصی
گیتن در نیو لاندن، کنتیکت به دنیا آمد. او یک خواهر بزرگ‌تر و یک برادر کوچک‌تر دارد. او مادرزادی دارای بیماری استخوانی "دیسپلازی کلیدوکرنیال" بود و به همین دلیل تمام دندان هایش ریخته بود و این یک ویژگی مشترک با شخصیت داستین در چیزهای عجیب محسوب می شود.

## فیلم شناسی

### سینما
| سال  | عنوان            | نقش            | یادداشت          |
| ---- | ---------------- | -------------- | ---------------- |
| ۲۰۱۸ | ماجراهای کریسمس  |                |                  |
| ۲۰۱۹ | پرندگان خشمگین ۲ | بوبا (صداپیشه) | حضور بسیار کوتاه |
| ۲۰۲۲ | جامعه افتخاری    | مایکل دیپنیکی  |                  |
| ۲۰۲۲ | اژدهای پدرم      | بوریسِ اژدها    | صداپیشه          |

### تلویزیون
| سال         | عنوان           | نقش            | یادداشت                          |
| ----------- | --------------- | -------------- | -------------------------------- |
| ٢٠١٥        | فهرست سیاه      | فین            | قسمت: "خانواده کنیون (شماره ۷۱)" |
| ٢٠١٦–تاکنون | چیزهای عجیب     | داستین هندرسون | نقش اصلی                         |
| ٢٠١٩        | برخورد های شوخی | خودش           | میزبان سریال                     |

### تئاتر
| سال  | عنوان               | نقش      | سالن        |
| ---- | ------------------- | -------- | ----------- |
| ٢٠١١ | پرسیلا، ملکه بیابان | بنجامین  | برادوی      |
| ٢٠١٤ | بینوایان            | گاروج    | برادوی      |
| ٢٠١٨ | سیندرلا             | ژان میشل | پینلندز     |
| ٢٠١٩ | به سمت جنگل         | جک       | هالیوود بول |